# Bruguiera sexangula
Bruguiera sexangula (Lour.) Poir., 1958 è una mangrovia della famiglia Rhizophoraceae.

## Distribuzione e habitat
Questa specie ha una ampio areale che comprende India, Sri Lanka, Bangladesh, Brunei, Cina (limitatamente alle isole Hainan), Taiwan, Indonesia, Malaysia, Myanmar, Filippine, Singapore, Thailandia, Vietnam, Australia nord-orientale, Nuova Guinea e isole Salomone. È stata introdotta nelle isole Hawaii.